# Гамаженко Олександр Васильович
Олександр Васильович Гамаженко (1874 — після 1916) — український інженер-технолог, архітектор. Помічник начальника депо ст. Долгинцеве (1898) та ст. Харцизьк (1900), інженер Харкова (1910—1916).
Закінчив механічне відділення Харківського технологічного інституту (1898). Колезький асесор. Власник будівельно-промислового підприємства. На виборах до 4-ї Державної думи Росії восени 1912 р. був у списку виборщиків від блоку українських кандидатів Харкова. З'їзд міських виборців, на яких відбулось висунення Бич-Лубенського як кандидата-українця, а також сам список цього блоку українців були політичною ініціативою М. Міхновського. Головний архітектор будинку по вул. Полтавський шлях, 67, який спроєктував спільно з Євгеном Сердюком («лівою рукою» Міхновського) та який є до сьогодні однією з головних окрас Харкова (збудований у стилі українського архітектурного модерну).